# Honeycom.ware/B.O.K
「Honeycom.ware/B.O.K」（ハニコム・ウェア/ビー・オー・ケー）は100sの2ndシングルである。2004年10月6日発売。

## 収録曲
1. Honeycom.ware (5:27)
（作詞・作曲：中村一義　編曲：100s）
2017年発表の中村のベスト・アルバム『最高築』に再録バージョンが収録された。
2. 初終 (1:35)
（作詞・作曲：中村一義　編曲：100s）
3. B.O.K (3:40)
（作詞：中村一義　作曲：町田昌弘・中村一義　編曲：100s）